# Sensore di immagini

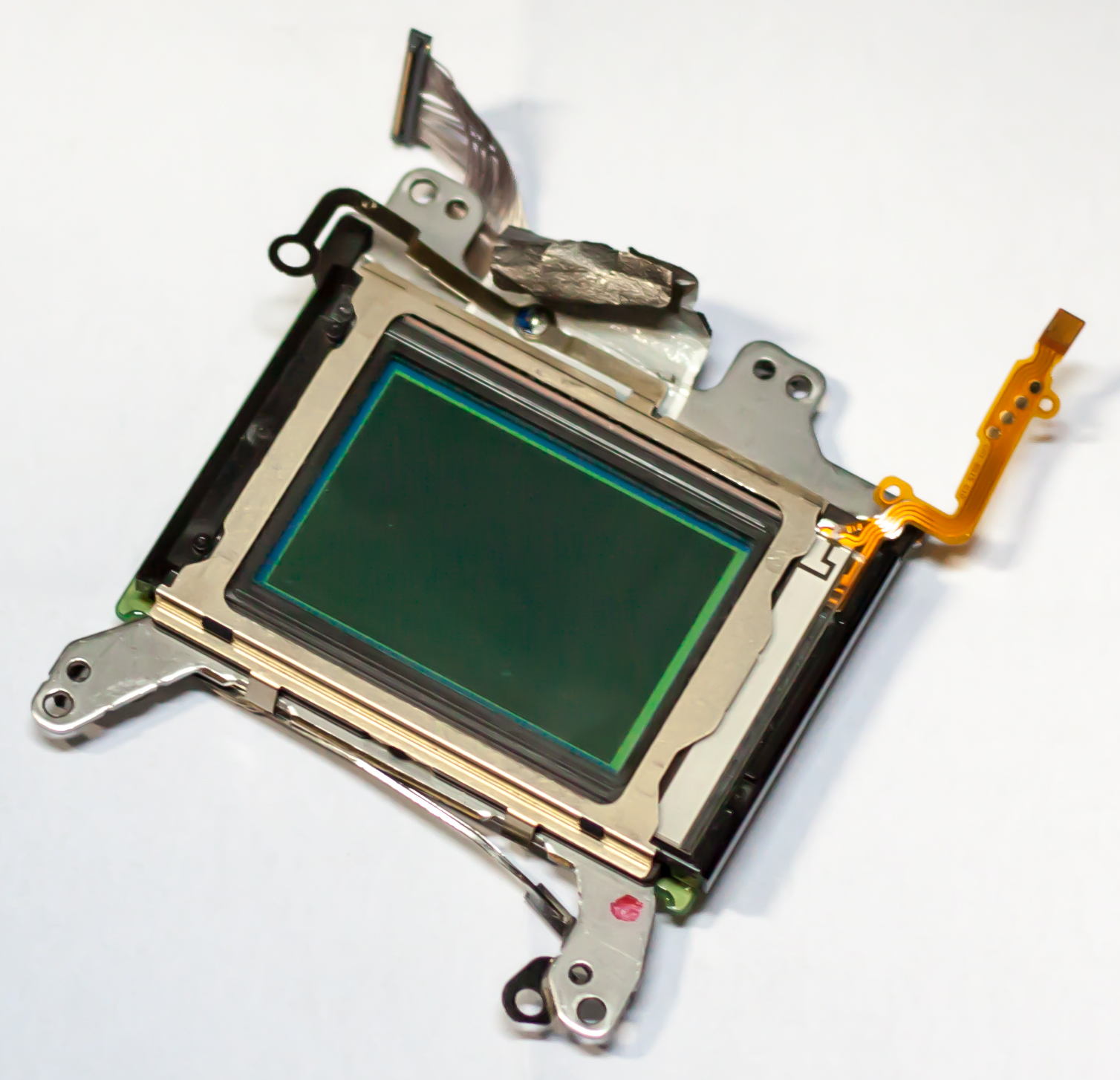
Sensore di immagine fotografica

Il sensore di immagini, anche conosciuto in fotografia come sensore digitale, è un sensore ottico, ovvero un dispositivo elettronico fotorivelatore, capace di convertire la luce, dell'immagine ottica che lo illumina, in un segnale elettrico. Questi componenti vengono infatti usati soprattutto nelle fotocamere digitali, nelle telecamere e videocamere o nei vari dispositivi ottici che trattano elettronicamente le immagini, suddivisi più generalmente tra sensori CCD e sensori CMOS, e sostituendo la pellicola fotografica e cinematografica, dagli anni di fine secolo/nuovo millennio. 

## Descrizione
Esistono molte tipologie di sensore ottico, la prima suddivisione da fare è tra quelli che riprendono anche i colori e quelli che riprendono solo in bianco e nero, anche se ormai questi ultimi sono presenti solo in campi ristretti di utilizzo (esempio: Leica M Monochrom e visiori notturni). Altre suddivisioni sono fatte in base a caratteristiche, come metodo di rilevamento dei colori, tecnologia dei fotositi, sensibilità alla luce, risoluzione, tipologia elettronica, ecc.

Il principio base di funzionamento, al di là di tutte le caratteristiche, è il seguente: l'immagine viene focalizzata su una griglia composta da una miriade di piccoli sensori puntiformi (pixel) i quali convertono singolarmente la luminosità rilevata. Il sensore che riprende in bianco e nero è quello più semplice ed è anche il primo nato, successivamente si è arrivati a rilevare anche il colore con le griglie RGB, in vari modi differenti.

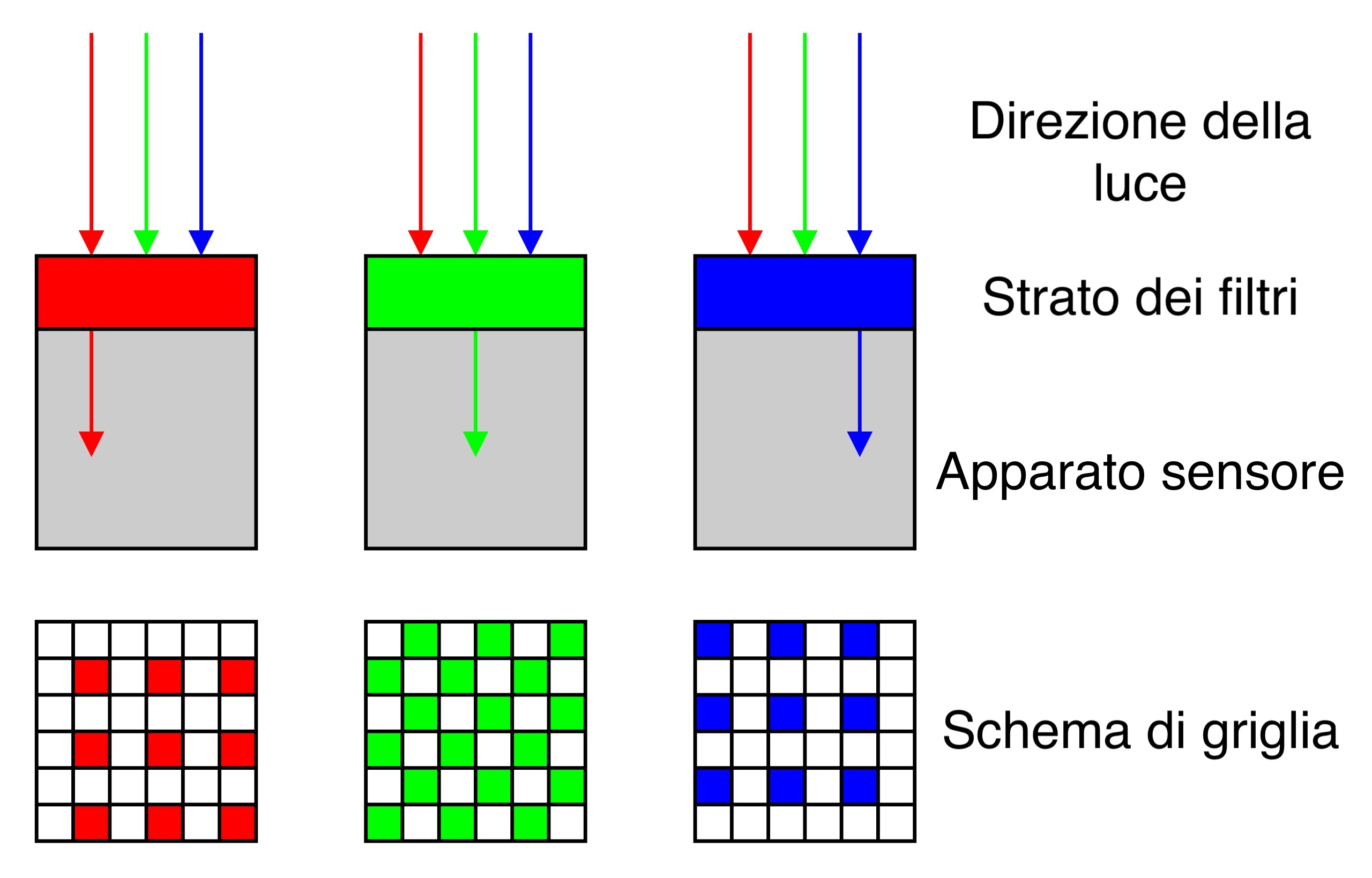
Profilo di un sensore Bayer

Il metodo di rilevamento Bayer, a basso costo e più comune, utilizza un filtro di Bayer che è formato da una griglia a mosaico di filtri puntiformi per la luce di colore rosso, verde e blu, impiantati secondo uno schema (particolare e preciso) sopra la griglia di sensori, la quale contiene un numero quattro volte superiore di elementi rispetto al sensore in bianco e nero. L'immagine viene poi ricomposta da un algoritmo di interpolazione. 

## Tipologie di sensori di immagini
- Charge Coupled Device (CCD)
- Complementary MOS (CMOS)